# فيكتور فورغت
فيكتور فورغت هو سياسي كندي، ولد في 6 أكتوبر 1916 في مدينة كيبك في كندا، وتوفي في 9 مارس 1986 في مونتريال في كندا. نشط حزبياً في الحزب الليبرالي الكندي. وقد انتخب عضو مجلس العموم الكندي.